# Alan Yarrow
Sir Alan Yarrow (Johor Bahru, 27 giugno 1951) è un banchiere e politico britannico. È stato Lord sindaco di Londra (2014-2015).
Era vicepresidente del « Dresdner Kleinwort » a Londra.

## Biografia
Educato al Harrow School, il fu poi istruito presso la scuola commerciale di Manchester („MBS”).
Nel 2007 Yarrow divenne aldermanno della Città e da 2011 a 2012 era sceriffo di Londra.
Il 7 novembre 2014 ha assunto l'incarico prima la Sfilata di Lord sindaco della Città.